# Antasia
Antasia là một chi bướm đêm thuộc họ Geometridae.

## Các loài
- Antasia capitata
- Antasia flavicapitata (Guenée, 1857)
- Antasia mundiferaria